# Psychoda trifida
Psychoda trifida är en tvåvingeart som beskrevs av Wagner 1979. Psychoda trifida ingår i släktet Psychoda och familjen fjärilsmyggor.
Artens utbredningsområde är Kongo. Inga underarter finns listade i Catalogue of Life.